# Juan María Amiano
Juan María Amiano Mariñelarena (Lekaroz, 20 novembre 1947) è un ex calciatore spagnolo, di ruolo attaccante.

## Carriera
Cresciuto nel Club Deportivo Oberena di Pamplona, viene ingaggiato dall'Espanyol, che lo cede in prestito prima al Maiorca e poi proprio all'Oberena.
Nel 1970 rientra all'Espanyol e viene inserito gradualmente in squadra dall'allenatore Ferdinand Daučík. Milita nella Liga con la stessa squadra per sette stagioni, giocando anche nella Coppa UEFA 1973-1974 e 1976-1977.
Nel 1977 si trasferisce al Salamanca, dove gioca per una sola stagione, nella Primera División 1977-1978. Allenato da José Luis García Traid, il club conclude la Liga al nono posto in classifica.
Amiano si trasferisce poi alla Real Sociedad. Disputa tre stagioni con il club basco, allenato da Alberto Ormaetxea, vincendo la Liga nel 1981, la prima nella storia della società, prima di ritirarsi dal calcio giocato alla fine di quella stagione.

## Palmarès

### Club

#### Competizioni nazionali
- Primera División spagnola: 1

Real Sociedad: 1980-1981

### Individuale
- Capocannoniere della Coppa del Generalissimo: 1

1971-1972 (5 reti)